# ガイアリーネ
ガイアリーネ（伊: Gaiarine）は、イタリア共和国ヴェネト州トレヴィーゾ県にある、人口約5,900人の基礎自治体（コムーネ）。

## 地理

### 位置・広がり

#### 隣接コムーネ
隣接するコムーネは以下の通り。括弧内のPNはポルデノーネ県所属を示す。
- ブルニェーラ (PN)
- コドニェ
- コルディニャーノ
- フォンタネッレ
- ゴーデガ・ディ・サントゥルバーノ
- マンスエ
- オルサーゴ
- ポルトブッフォレ
- サチーレ (PN)

### 気候分類・地震分類
気候分類では、zona E, 2451 GGに分類される。
また、イタリアの地震リスク階級 (it) では、zona 2 (sismicità media) に分類される。

## 行政

### 分離集落
ガイアリーネには、以下の分離集落（フラツィオーネ）がある。
- Albina, Campomolino, Francenigo

## 姉妹都市
- シティ・オブ・ボタニー・ベイ、オーストラリア 1982年